# Magma (CAS)
Magma er et matematisk software, nærmere bestemt et computer algebra system (CAS), som er designet til at løse matematiske problemer indenfor algebra, talteori, geometri og kombinatorik mm. Magma er navngivet efter algebraic structure magma. Magma findes til Linux og Microsoft Windows samt til Solaris og macOS.

## Introduktion
Magma er produceret og distribueret af Computational Algebra Group ved School of Mathematics and Statistics, University of Sydney, Australien.

## Historie
Programmets forgænger var Cayley (1982-93), som blev opkaldt efter den britiske professor Arthur Cayley.
Magma blev officielt lanceret i august 1993 (version 1.0), mens version 2.0 blev frigivet i juni 1996.

## Matematiske emner, som Magma dækker
- Gruppeteori
- Talteori
- Algebraisk talteori
- Modulteori og lineær algebra
- Sparsom matrix
- Gitter og LLL-Algoritme
- Kommutativ algebra og Gröbner basis
- Repræsentationsteori
- Invariantteori
- Lie teori
- Algebraisk geometri
- Aritmetisk geometri
- Finite incidence strukturer
- Kryptografi
- Kodeteori
- Optimering